# رايموند سبنسر
رايموند سبنسر (بالإنجليزية: Raymond Spencer)‏ هو شخصية أعمال أسترالي، ولد في 1950 في أديلايد في أستراليا.